# Chrysops streptobalius
Chrysops streptobalius är en tvåvingeart som beskrevs av Speiser 1912. Chrysops streptobalius ingår i släktet Chrysops och familjen bromsar. Inga underarter finns listade i Catalogue of Life.